# Ультрамен (телесеріал, 1966)
«Ультрамен» (яп. ウルトラマン, Урутораман) — японський науково-фантастичний кьодай хіро-кайдзю-серіал, створений Ейдзі Цубураєю. Він продовжує телесеріал «Ультра Q», хоча технічно не є його сиквелом або спін-офом. Компанія Tsuburaya Productions випустила 39 серій шоу (40, якщо враховувати спеціальний епізод, що вийшов до прем'єри). Серіал виходив в ефірі телеканалу Tokyo Broadcasting System (TBS) з 17 липня 1966 року по 9 квітня 1967 року. Прем'єрний епізод отримав рейтинг, який перевищив середній рейтинг «Ультра Q», а рейтинг серіалу продовжував зростати щотижня, відзначивши його як успішний.
Попри те, що «Ультрамен» є першим серіалом, в якому з'являється Ультра Герой, це другий серіал в «Ультра Серії», після «Ультра Q». Про це свідчить і те, що на початку кожної серії з'являється логотип «Ультра Q», який змінюється на логотип «Ультрамена». Серіал та його титульний герой стали надзвичайно популярними, і породили десятки сиквелів, спін-офів, імітацій, пародій та посилань на персонажа та шоу в популярній культурі. З 1966 по 1987 рік Tsuburaya заробили $7,4 мільярдів від мерчандайзингу Ультрамена. Ультрамен став третім у світі найпопулярнішим ліцензованим персонажем з найбільшими продажами, переважно завдяки популярності в Азії.

## Сюжет
Коли Землі загрожують інопланетні загарбники та гігантські монстри, світ покладається на Науковий Патруль, спеціальну організацію, метою якої є захист від монстрів. Науковий патруль озброєний високотехнологічною зброєю та транспортними засобами для боротьби з невідомими загрозами. Коли пристрої Наукового Патруля виявляються неефективними, один з його членів, Хаята, вступає в симбіоз із доброзичливим прибульцем. Прибулець отримує змогу жити на Землі під виглядом людини, а Хаята — на 3 хвилини перетворюватися на велетня під назвою Ультрамен, обов'язково тримаючи свій секрет у таємниці.

## В ролях
| Актор              | Роль                   |
| ------------------ | ---------------------- |
| Сусуму Куробе      | Шин Хаята              |
| Акідзі Кобаясі     | капітан Тосіо Мурамацу |
| Сандайю Докумамусі | Дайсуке Арасі          |
| Масанарі Ніхеі     | Міцухіро Іде           |
| Хіроко Сакураі     | Акіко Фудзі            |
| Акіхіде Цузава     | Ісаму Хосіно           |
| Акіхіко Хірата     | доктор Івамото         |

## Епізоди
ㅤ0. Народження Ультрамена
1. Ультра Операція № 1
2. Розстріляйте загарбників!
3. Науковий Патруль, виїжджайте!
4. 5 секунд до вибуху
5. Секрет Міроґанди
6. Команда Берегової Охорони
7. Сині камені Барадхі
8. Зона анархії монстрів
9. Операція «Блискавка»
10. Таємнича база динозаврів
11. Негідник з відкритого космосу
12. Плач мумії
13. Нафта SOS
14. Директива захисту перлин
15. Жахливі космічні промені
16. Науковий Патруль в космос
17. Паспорт до нескінченності
18. Брат з іншої планети
19. Демони піднімаються знову
20. Терор на Дорозі 87
21. Перетніть стіну диму
22. Поверніть поверхню
23. Мій дім — Земля
24. Підводний Науковий Центр
25. Таємнича комета Цуіфон
26. Принц монстрів: Частина 1
27. Принц монстрів: Частина 2
28. Людські зразки 5 & 6
29. Виклик до підземелля
30. Фантом сніжних гір
31. Хто туди йде?
32. Безкінечна контратака
33. Забуті світи
34. Подарунок із космосу
35. Кладовище монстрів
36. Не стріляй! Арасі!
37. Маленький герой
38. Команда порятунку космічного корабля
39. Прощавай, Ультрамен

## Виробництво

### Розробка
Завдяки успіху «Ультра Q», Tokyo Broadcasting System (TBS) хотіли створити нове шоу про монстрів, цього разу в кольорі. Вони хотіли зняти тривалий серіал спільно з Tsuburaya Productions. Ейдзі Цубурая та сценарист Тецуо Кінджо вирішили взяти за основу ідею «Ультра Q» про звичайних людей та вчених, які мають справу з кайдзю. В центрі уваги вони поставили організацію, метою якої є захист Землі від монстрів. Вона була попередньо названа «Агентство наукових розслідувань» (АНР, англ. SIA). Цубурая та Кінджо вирішили додати невикористані ідеї «Ультра Q» та відхилений проєкт «Ву».
Цубурая витратив багато грошей студії на створення мініатюр для фільмів «Ґодзілла». Студія прагнула перевикористати мініатюри та костюми із фільмів про Ґодзіллу у своїх проєктах. Перша версія Ультрамена була названа «Бемлер». Людиною, яка з'єдналася з Бемлером, повинен був стати 28-річний офіцер Сакомідзу, описаний як «жорсткий хлопець» у ранніх проєктах. Капітан Мурамацу був би єдиним членом SIA, який знав би його таємну особу. Назва «Бемлер» (пізніше змінена на «Бемуляр») була дана першому ворогу Ультрамена у прем'єрному епізоді, «Ультра операція № 1».
Пре-продакшн розпочався у грудні 1965 року під назвою «Бемлер: Агентство наукових розслідувань». Масахіро Ямада завершив сюжет для пілотного епізоду під назвою «Народження Бемлера», в якому був використаний невикористаний сценарій, який спочатку планувався для «Ультра Q». Продюсер TBS Такаші Какоі вимагав, щоб Бемлера модна було легко відрізнити від інших подібних дизайнів, щоб уникнути плутанини. Тоді Цубурая та Кінджо вирішили зробити Бемлера більш гуманоїдним. Пізніше Какоі попросив зробити Бемлера більш металевим.
У січні 1966 року назва серіалу була змінена на «Редмен» через колірну гаму головного героя. Наступного місяця виробництво шоу було остаточно схвалено. У цій версії Редмен прибуває на Землю після того, як його рідну планету знищують загарбники. Редмен з'єднується з офіцером Сакомідзу і разом вони захищають Землю від кайдзю та іншопланетян. У цій версії також була представлена рання версія Бета-капсули під назвою «Флешбім» (Блискавичний промінь), яка нагадувала футуристичну ручку для письма. Під час кастингу TBS попросили, щоб актори виглядали так західно, як можливо, щоб зробити серіал популярним на Заході. Пізніше було вирішено додати до SIA персонажа-жінку. Багато акторів спершу грали у фільмах Toho. 22 березня 1966 року було зареєстровано торгову марку серіалу «Ультрамен».

### Дизайн
Перша версія Ультрамена називалася «Бемлер». Він був задуманий як міжгалактична рептилія, здатна збільшуватися до 164 футів у висоту, і яка приходить на допомогу SIA. Оригінальний дизайн виглядав як щось середнє між Ґарудою, птахом-охоронцем у індуїзмі та буддизмі, і тенгу, вороном-гобліном із японського фольклору. Ейдзі Цубурая вважав перші версії занадто зловісними та чужими, і попросив дизайнера Тола Наріту створити щось більш доброзичливе, попри те, що сюжети вже були написані. Наріта черпав натхнення у класичному грецькому мистецтві, стародавньому Єгипті, європейському Відродженні і Міямото Мусаші. Срібна шкіра Ультрамена символізувала сталь із міжзоряної ракети, а червона частина символізувала поверхню Марса.
Помічник Наріти Акіра Сасакі брав участь у ліпленні носа і рота з глини, проте хвилювався, що вони виглядали занадто людськими. Врешті-решт ніс був перетворений у гребінь, який проходить від носа до верхівки голови, як плавник. Рот був залишений гнучким для розмов. У ранніх планах Ультрамен був здатний випускати вогонь і речовину під назвою «срібний йод», але від цієї ідеї відмовилися. Трихвилинний кольоровий таймер був доданий в останню хвилину, оскільки режисерам здалося, що Ультрамен занадто непереможний, а також через те, що це додавало напруженості та змушувало глядачів вболівати за Ультрамена.

### Знімання
Було ухвалено рішення зняти «Ультрамена» в кольорі. Щоб виробничі витрати не перевищували бюджету, шоу було знято на 16-міліметровій плівці, а оптичні ефекти — на 35-міліметровій. Це задовольнило вимоги телеканалу щодо знімання нових серій за стрімким графіком виробництва, тому знімання розпочали в березні 1966 року, а дебют був запланований на липень. Виробнича група була розділена на три команди, які були розділені на окремі групи знімання живої дії та знімання спецефектів. Спочатку TBS і Tsuburaya Productions домовились, що датою дебюту серіалу буде 17 липня. TBS переніс реліз на один тиждень назад, щоб заповнити час в ефірі, який був спочатку призначений для фіналу «Ультра Q», який був вилучений із графіку трансляції через відсутність монстрів. TBS також хотіли перевершити та обігнати в рейтингах «Посол Магма» Fuji Television, шоу, схожого на «Ультрамена».
Хоча виробництво тривало без перерв, цього було недостатньо, щоб прем'єрний епізод вийшов вчасно. Після переговорів між TBS та Tsuburaya Productions, було прийняте рішення випустити спеціальний нульовий епізод 10 липня, який би познайомив глядачів з Ультраменом. Це також було зроблено, щоб допомогти виробничій бригаді закінчити перший епізод. Спеціальний епізод був названий «Народження Ультрамена: Прем'єрне святкування Ультрамена». Куніо Міяучі, який створив музику для «Ультра Q», повернувся, щоб скласти музику для «Ультрамена». Тексти музичної заставки на початку кожного епізоду були написані Хаджіме Цубураєю (названого Коїчі Фудзі у титрах).

### Монстри
Художник-постановник Тол Наріта розробив усіх монстрів для шоу. Наріта іноді відхилявся від оригінальних описів. Зазвичай сценаристи не включали жодних конкретних описів монстрів. Більшість монстрів не були названі. Назви монстрів вирішувались на зустрічах персоналу, де також визначалося, чи можливо було знімати монстра за допомогою технологій спеціальних ефектів, доступних на той час. Монстри були виліплені та виготовлені Ріосаку Такаямою, Акірою Сасакі та Ekisu Productions.
Бін Фуруя був обраний на роль Ультрамена завдяки його фізичній статурі. Фуруя тренувався в стрибках, танцях, карате і майже 300 разів тренував вдома пози «Спейсіум Бім» та «Шувач» свого персонажа. За словами Фуруї, костюми Ультрамена були знищені після завершення виробництва. Через малу товщину костюма Фуруї часто було важко і він був більше схильний до болю, аніж інші костюмовані актори.
Харуо Накадзіма (який зіграв Ґодзіллу у перших 12 фільмах франшизи) тренував усі битви монстрів з Фуруєю і навіть зіграв кількох монстрів, таких як Неронга (епізод 03) і Джирас (епізод 10). Накадзіма також мав два камео, одне в епізоді 24 та одне в епізоді 33, де він зіграв поліцейського. У серіалі були представлені нові костюми, а також костюми, перероблені з «Ультра Q» та фільмів Toho. Два костюми Ґодзілли були перероблені для монстра Джираса: голова костюма Ґодзілли з «Ебіра, жах з глибини» була приєднана до тіла костюму Ґодзілли з «Мотра проти Ґодзілли». Для того, щоб замаскувати зв'язок голови з тілом, спинні плавці та частини костюма були пофарбовані жовтим кольором, а також було додано великий жовтий комір. Шоу також відзначає першу появу Ультрамена Зоффі у фіналі «Прощавай, Ультрамен».